# Auguste Jean Baptiste Chevalier

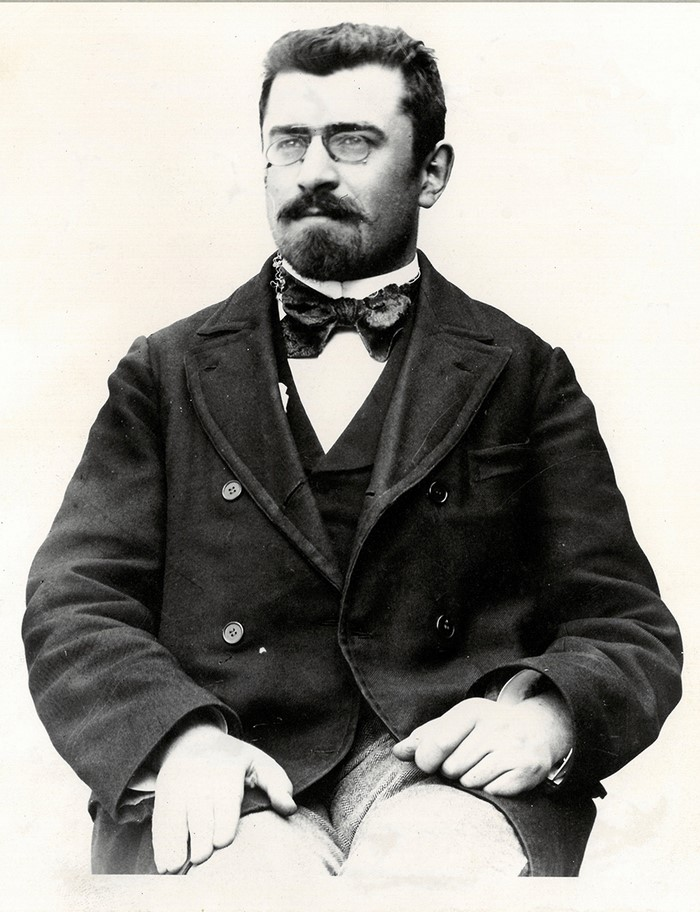
Auguste Chevalier, um 1900

Auguste Jean Baptiste Chevalier (* 23. Juni 1873 in Domfront; † 4. Juni 1956 in Paris) war ein französischer Botaniker. Sein offizielles botanisches Autorenkürzel lautet „A.Chev.“
Er beschäftigte sich unter anderem mit der Pflanzenwelt Afrikas, der Taxonomie der Nutzpflanzen und der Pflanzengeographie.

## Leben
Chevaliers Eltern bewirtschafteten ein kleineres Gehöft. Er besuchte die Schule in Domfront und wechselt dann nach Caen, wo er 1891 abschloss. Der Botaniker Élie Antoine Octave Lignier beauftragte ihn 1893 einen Gesamtkatalog über die verschiedenen Herbarien in Caen zu erstellen.
1894 musste Chevalier seinen Wehrdienst antreten. Nach dessen Abschluss nahm er 1896 ein Studium an der Universität Lille auf. Dort wurde er Assistent des Chemikers Charles Eugène Bertrand. 1897 erhielt er ein Stipendium und durfte fortan im Botaniklaboratorium von Philippe van Tieghem im Muséum national d’histoire naturelle in Paris arbeiten.
Von 1899 bis 1900 nahm er an einer Exkursion in den Sudan teil und promovierte 1901. In Folge unternahm er eine Reihe von Forschungsreise nach Afrika, besuchte aber auch Asien und Südamerika. Er war Leiter des Botanischen Gartens in Conakry und arbeitete als Präparator an der École pratique des hautes études, deren Vizepräsident er 1907 und Direktor 1912 wurde.
Er erhielt 1929 eine Professur am Nationalmuseum und hatte dort einen Lehrstuhl für Agrarwissenschaften. 1929 war er Präsident der Société botanique de France und wurde 1937 Mitglied der Académie des sciences. 1946 ließ Chevalier sich pensionieren.
Auf seinen Forschungsreisen in Indochina zwischen 1913 und 1919 sammelte er die ersten Exemplare des Palmfarns Cycas chevalieri, der zu seinen Ehren nach ihm benannt wurde. Des Weiteren wurde das Lycée in Domfront nach ihm benannt.

## Werke (Auswahl)
- Mission Chari-Lac Tchad, 1902–1904. 1907
- Sudania: Énumeration des plantes récoltées en Afrique tropicale. 1911
- La forêt et les bois du Gobon. 1917
- Les kolatiers et les noix de kola. 1911 (zusammen mit Émile Constant Perrot)